# Daiki Kaneko
Daiki Kaneko (jap. 金子 大毅, Kaneko Daiki; * 28. August 1998 in Tokio, Präfektur Tokio) ist ein japanischer Fußballspieler.

## Karriere
Daiki Kaneko erlernte das Fußballspielen in der Schulmannschaft der Funabashi Municipal High School sowie in der Universitätsmannschaft der Universität Kanagawa. Seinen ersten Profivertrag unterschrieb er 2018 bei Shonan Bellmare. Der Verein aus der Hafenstadt Hiratsuka in der Präfektur Kanagawa spielte in der höchsten Liga des Landes, der J1 League. 2018 gewann er mit dem Verein den J. League Cup. Im Finale besiegte man die Yokohama F. Marinos mit 1:0. Nach 56 Erstligaspielen für Shonan wechselte er Anfang 2021 zum Ligakonkurrenten Urawa Red Diamonds. Die Saison 2022 wurde er an den Erstligaaufsteiger Kyōto Sanga nach Kyōto ausgeliehen. Hier bestritt er 22 Ligaspiele. Nach der Ausleihe wurde Kaneko von Kyōto Sanga im Februar 2023 fest unter Vertrag genommen. Hier stand er noch zwei Spielzeiten unter Vertrag und absolvierte 52 Ligaspiele. Im Januar 2025 wechselte er zum Drittligisten Júbilo Iwata.

## Erfolge
Shonan Bellmare
- Japanischer Ligapokalsieger: 2018

Urawa Red Diamonds
- Japanischer Pokalsieger: 2021